# Muille-Villette
Muille-Villette é uma comuna francesa na região administrativa de Altos da França, no departamento de Somme. Estende-se por uma área de 6,53 km². Em 2010 a comuna tinha 851 habitantes (densidade: 130,3 hab./km²).